# Robert Wilson (Regisseur)

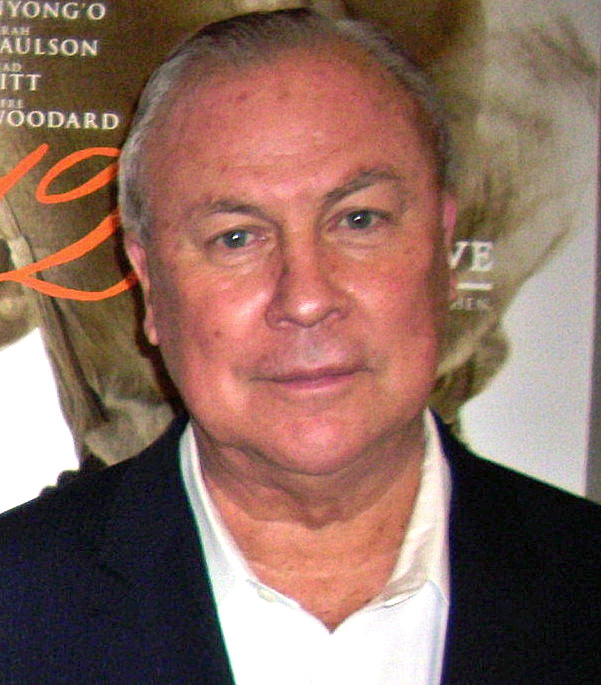
Robert Wilson, 2014

Robert „Bob“ Wilson (* 4. Oktober 1941 in Waco, Texas; † 31. Juli 2025 in Water Mill, Long Island, New York) war ein US-amerikanischer Regisseur, Theaterautor, Maler, Lichtdesigner, Bühnenbildner, Videokünstler und Architekt.

## Leben
Wilson studierte von 1959 bis 1962 Betriebswirtschaft an der University of Texas. 1963 zog er nach Brooklyn. Dort studierte er Architektur am Pratt Institute und nahm Unterricht bei Sibyl Moholy-Nagy, der Witwe des Fotografen und Lichtkünstlers László Moholy-Nagy. Er studierte Malerei bei George McNeil und arbeitete mit den Choreographen George Balanchine und Merce Cunningham zusammen. Seine Architekturstudien setzte er bei Paolo Soleri in Arizona fort.
Wilson, der mit Hilfe der Tänzerin Byrd Hoffman 1958 sein Stottern überwinden konnte, war schon während des Studiums die Arbeit mit behinderten Kindern sehr wichtig. Dies gipfelte 1968 in der Gründung der Byrd Hoffman School of Byrds in New York City und der Adoption eines gehörlosen Jungen.
Ab 1966 machte Wilson in New York mit seinen Theaterperformances auf sich aufmerksam. Neben seinen Theaterarbeiten war Wilson als Maler, Zeichner und Designer tätig.
Sein internationaler Durchbruch begann mit der 1970 uraufgeführten siebenstündigen Silent Opera Deafman Glance, die in New York, Nancy, Rom, Paris und Amsterdam gastierte. 1972 wurde beim Schiras-Kunstfestival im Iran Wilsons einwöchiges Stück Ka mountain and guardenia terrace aufgeführt. 1976 erfolgte in Avignon die Uraufführung der Oper Einstein on the Beach von Philip Glass mit Lucinda Childs als leitender Choreografin und Tanzsolistin. Im selben Jahr hatte er in der Paula Cooper Gallery in New York seine erste Einzelausstellung. 1979 inszenierte Wilson an der Schaubühne Berlin sein Stück Death, Destruction & Detroit, für das er mit einer Einladung zum Berliner Theatertreffen ausgezeichnet wurde.
Ab Mitte der 1980er Jahre arbeitete er in mehreren Projekten mit Heiner Müller zusammen, den er 1977 auf dessen zweiter Amerikareise kennengelernt hatte. Beide beeinflussten die Arbeit des jeweils anderen nachhaltig. Robert Wilson war Kuratoriumsmitglied der „Internationalen Heiner Müller Gesellschaft“.

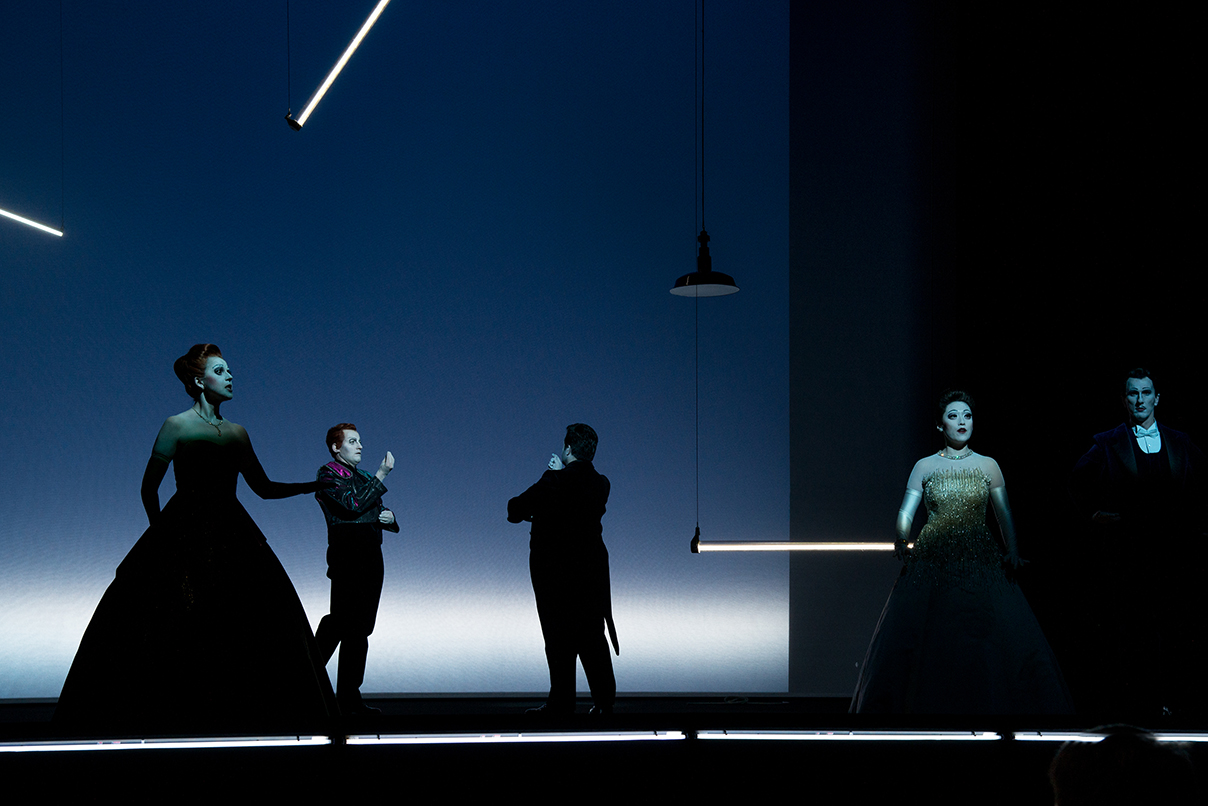
La traviata, Musiktheater Linz 2015. Kostüme: Yashi Tabassomi

Im Dezember 2005 erhielt er den Auftrag, für das Mozartjahr 2006 eine Dauerausstellung im Salzburger Geburtshaus Wolfgang Amadeus Mozarts zu schaffen. In ihr kombinierte er Originalausstellungsstücke mit eigenen Arbeiten.
Robert Wilson wurde von Andrzej Wirth als Gastprofessor an das Institut für Angewandte Theaterwissenschaft der Justus-Liebig-Universität Gießen geholt.
2015 inszenierte er L’incoronazione di Poppea an der Mailänder Scala. Er war auch für das Bühnenbild und das Lichtdesign verantwortlich.
Im selben Jahr schuf er gemeinsam mit Arvo Pärt eine szenische Inszenierung mehrerer Werke von Pärt, die unter dem Titel Adam’s Passion eine gefeierte Uraufführung in Tallinn erlebte.
Ebenfalls 2016 wurde Wilsons zweites Hörspiel Tower of Babel unter Mitwirkung u. a. von Edith Clever, CocoRosie, Daniel Libeskind, Jonathan Meese, Christopher Nell, Fiona Shaw und Daniel Hope veröffentlicht.

## Bedeutung
Robert Wilson gilt als einer der bedeutendsten Repräsentanten des internationalen Gegenwartstheaters. Aufgrund seiner Vielseitigkeit als Regisseur, Bühnenbildner, Architekt und Designer hat er Theater und Performance-Kunst grundlegend erneuert. Dabei führte ihn seine Arbeit auch nach Deutschland, was dem Theaterleben neue Impulse gab. Mit der Aufführung von The Black Rider, einer Musicalversion von Webers Freischütz, erzielte Wilson einen Welterfolg. Er bearbeitete Werke von Büchner, Brecht, Wagner oder Strauss und brachte sie nicht nur in Deutschland, sondern international auf die Bühne.

## Inszenierungen
- 1970: Deafman Glance am University Theatre in Iowa City
- 1973: The Life and Times of Joseph Stalin in Kopenhagen, New York und São Paulo
- 1976: Einstein on the Beach von Philip Glass, Uraufführung, Festival von Avignon, mit Aufführungen in Europa und in der Metropolitan Opera, New York City
- 1978: I Was Sitting on My Patio This Guy Appeared I Thought I Was Hallucinating Theater des Westens, Berlin
- 1979: Death Destruction & Detroit von Robert Wilson, Musik Alan Lloyd, Klangenvironment Hans Peter Kuhn, Schaubühne am Halleschen Ufer, Berlin
- 1981: The Man in the Raincoat. Klangenvironment Hans Peter Kuhn, Köln
- 1981–1984: The CIVIL warS. Theaterprojekt mit Produktionen aus 5 Nationen, geplant für die „Cultural Olympics“ Los Angeles 1984 (unvollendet)
- 1986: Die Hamletmaschine von Heiner Müller, aufgeführt in New York und Hamburg
- 1986: Alcestis. in Kooperation mit Laurie Anderson, Musik Hans Peter Kuhn aufgeführt im American Repertory Theatre, Cambridge, Mass.
- 1987: Erinnerung an eine Revolution, Environment von Robert Wilson, Galerie der Stadt Stuttgart, Katalog hrsg. von Johann-Karl Schmidt
- 1987: Parzival von Tankred Dorst am Thalia Theater, Hamburg
- 1987: Death Destruction & Detroit II von Robert Wilson, Musik Hans Peter Kuhn, Schaubühne am Lehniner Platz, Berlin
- 1988: The Forest von David Byrne, Klangenvironment Hans Peter Kuhn, Uraufführung, Freie Volksbühne, Berlin
- 1989: Schwanengesang von Anton Tschechow, Münchner Kammerspiele
- 1990: The Black Rider, Uraufführung, Thalia Theater, Hamburg, Libretto: William S. Burroughs, Musik: Tom Waits
- 1990: King Lear von William Shakespeare, Klangenvironment Hans Peter Kuhn, mit Marianne Hoppe als King Lear, Schauspiel Frankfurt
- 1991: Parsifal von Richard Wagner, Staatsoper Hamburg
- 1991: Die Zauberflöte von Wolfgang Amadeus Mozart, Opéra Bastille, Paris
- 1991: Lohengrin von Richard Wagner, Opernhaus Zürich
- 1991: Die Krankheit Tod von Marguerite Duras, Musik Hans Peter Kuhn, Uraufführung, mit Peter Fitz und Libgart Schwarz, Schaubühne Berlin
- 1992: Alice von Robert Wilson / Tom Waits / Paul Schmidt nach Lewis Carroll, Thalia Theater Hamburg
- 1992: Doctor Faustus Lights the Lights. Bearbeitung von Gertrude Stein mit Musik von Hans Peter Kuhn, Hebbel-Theater, Berlin und Europa-Tour
- 1992: Madama Butterfly von Giacomo Puccini, Opéra Bastille, Paris
- 1993: Alice in Bed von Susan Sontag, Musik Hans Peter Kuhn, Schaubühne, Berlin
- 1993: Orlando nach Virginia Woolf von Darryl Pinckney, Musik Hans Peter Kuhn, mit Isabelle Huppert, Théâtre Vidy-Lausanne, Lausanne
- 1994: Der Mond im Gras. Kammerspiele, München
- 1995: Hamlet, a monologue. von William Shakespeare und mit Robert Wilson, Musik Hans Peter Kuhn, Alley Theatre, Houston
- 1995: Herzog Blaubarts Burg von Béla Bartók und Erwartung von Arnold Schönberg bei den Salzburger Festspielen (Großes Festspielhaus)
- 1996: Time Rocker von Lou Reed, Uraufführung, Thalia Theater, Hamburg
- 1997: Saints & Singing an operetta, Bearbeitung von Gertrude Stein mit Musik von Hans Peter Kuhn, Hebbel-Theater Berlin und Welt-Tour
- 1997: Pelléas et Mélisande von Claude Debussy, Salzburger Festspiele (Großes Festspielhaus), Palais Garnier, Paris
- 1998: Lohengrin von Richard Wagner, Metropolitan Opera, New York
- 1998: Ozeanflug von Bertolt Brecht, Musik Hans Peter Kuhn, Berliner Ensemble, Berlin
- 1998: Dantons Tod nach Georg Büchner, Salzburger Festspiele (Landestheater), Berliner Ensemble, Berlin
- 1998: Monsters of Grace von Philip Glass, Uraufführung, Royce Hall, Los Angeles und Welttour
- 1998: Lady from the Sea von Susan Sontag, Teatro Comunale, Ferrara und Welttour
- 1999: Orphée et Euridice und Alceste von Christoph Willibald Gluck anlässlich der Wiedereröffnung des Théâtre du Châtelet, Paris
- 2000: POEtry von Lou Reed, Uraufführung, Thalia Theater, Hamburg
- 2000: Woyzeck von Georg Büchner, Musik: Tom Waits, Betty Nansen Theater, Kopenhagen
- 2002: Der Ring des Nibelungen von Richard Wagner, Opernhaus Zürich
- 2002: Osud von Leoš Janáček, Nationaltheater Prag
- 2002: Doctor Caligari nach dem Film Das Kabinett des Dr. Caligari (Carl Mayer, Hans Janowitz and Robert Wiene). Musik von Michael Galasso, Deutsches Theater, Berlin, Premiere am 26. März 2002.
- 2002: Die Frau ohne Schatten von Richard Strauss, Pariser Oper
- 2003: Die Versuchung des Heiligen Antonius nach einem Text von Gustave Flaubert, Musik und Libretto: Bernice Johnson Reagon, RuhrTriennale
- 2003: Leonce und Lena von Georg Büchner am Berliner Ensemble, Musik: Herbert Grönemeyer
- 2004: Les Fables nach Jean de la Fontaine an der Comédie-Française, Paris
- 2004: I La Galigo. Bühnenumsetzung des Bugis-Epos La Galigo
- 2005: Ein Wintermärchen von William Shakespeare am Berliner Ensemble, Berlin
- 2006: Quartett von Heiner Müller mit Isabelle Huppert in der weiblichen Hauptrolle, La Comédie de Genève, Paris. In Koproduktion mit dem Odéon-Théâtre de l’Europe
- 2006: Fidelio für die Oper in Valencia
- 2007: Rumi in the blink of the eye von Robert Wilson und Kudsi Erguner, Athen
- 2007: Dreigroschenoper von Bertolt Brecht, Berliner Ensemble, Berlin
- 2009: Shakespeares Sonette von William Shakespeare, Berliner Ensemble, Berlin, Musik: Rufus Wainwright
- 2009: Der Freischütz von Carl Maria von Weber, Festspielhaus Baden-Baden
- 2011: Lulu von Frank Wedekind am Berliner Ensemble, Berlin, Musik: Lou Reed
- 2011: The Life and Death of Marina Abramović, mit Marina Abramović, Manchester International Festival, Manchester
- 2013: Peter Pan oder das Märchen vom Jungen, der nicht groß werden wollte von James Matthew Barrie/Erich Kästner, Berliner Ensemble, Berlin, Musik: CocoRosie[8]
- 2013: Das Mädchen mit den Schwefelhölzern von Helmut Lachenmann, Jahrhunderthalle Bochum
- 2013: Monsters of Grace II, Hörspiel, SWR/ZKM/HfG Karlsruhe
- 2015: L’incoronazione di Poppea für die Mailänder Scala
- 2015: Faust I und II von Johann Wolfgang von Goethe, Berliner Ensemble, Musik: Herbert Grönemeyer
- 2015: La traviata von Giuseppe Verdi, Musiktheater Linz
- 2015 Adam‘s Passion, Arvo Pärt in Talinn
- 2016: Tower of Babel, Hörspiel, HR/BBC/NDR/RBB/SWR
- 2017: Der Sandmann von E. T. A. Hoffmann im Düsseldorfer Schauspielhaus
- 2018–2019: Tower of Babel II, Hörspiel, HR/BBC/Radio France/NDR/RBB/SWR
- 2019: Otello von Giuseppe Verdi, Osterfestspiele Baden-Baden
- 2019: Mary Said What She Said, Isabelle Huppert tanzt Maria Stuart, Text: Darryl Pinckney, Musik: Ludovico Einaudi, Regie, Bühne, Licht: Robert Wilson, Premiere: 22. Mai 2019 im Espace Cardin des Pariser Théâtre de la Ville
- 2022: Dorian nach Motiven von Oscar Wilde, Düsseldorfer Schauspielhaus
- 2022: H – 100 seconds to midnight inspiriert von Stephen Hawking und Etel Adnan, Thalia Theater, Hamburg, Musik: Philip Glass
- 2024: Moby-Dick von Herman Melville, Düsseldorfer Schauspielhaus

## Ausstellungen
- 1982: Robert Wilson – Die Goldenen Fenster/The Golden Windows. Städtische Galerie im Lenbachhaus und Kunstbau, München[9]
- 1987: Erinnerung an eine Revolution. Galerie der Stadt Stuttgart, Stuttgart
- 2010: Robert Wilson. Video Portraits. ZKM, Karlsruhe
- 2010: Politische Körper. Robert Wilson. Akademie der Künste, Berlin[10]
- 2013: Living Rooms. Videoinstallation. Louvre, Paris[11]
- 2016 bis März 2018: Tales. Villa Panza, Varese
- 2018: Robert Wilson „The Hat Makes The Man“. Max-Ernst-Museum, Brühl

Als Kurator und Designer
- 2003: Giorgio Armani. Ausstellung der Solomon R. Guggenheim Foundation in Kooperation mit dem Kunstgewerbemuseum der Neuen Nationalgalerie. Neue Nationalgalerie Berlin
- 28. Oktober 2022 – 5. Februar 2023: A Chair and You. Ausstellung im mudac – musée cantonal de design et d’arts appliqués contemporains in Lausanne[12]
- 08.05. – 06.10.2024: A Chair and You. Ausstellung im Grassi Museum für Angewandte Kunst, Leipzig

## Preise und Ehrungen
- 1993: Goldener Löwe der Biennale Venedig für die Installation Memory/Loss zusammen mit Hans Peter Kuhn
- 1996: Mitglied der Akademie der Künste Berlin
- 1997: Europäischer Theaterpreis
- 2000: Ehrenmitglied der American Academy of Arts and Letters[13]
- 2009: Hein-Heckroth-Bühnenbildpreis[14]
- 2011: Mitglied der American Academy of Arts and Sciences
- 2013: Olivier Award: Best New Opera für Einstein on the Beach[15]
- 2013: Ehrendoktor der Sorbonne[16]
- 2014: Goethe-Medaille
- 2014: Bundesverdienstkreuz 1. Klasse[17]
- 2016: Deutscher Hörspielpreis der ARD für Tower of Babel[18]
- 2023: Praemium Imperiale[19]

## Film
- Absolute Wilson. 2006 Dokumentarfilm über die Arbeit und das Leben von Robert Wilson von Katharina Otto-Bernstein (zum Film erscheint ebenfalls ein Buch mit dem gleichen Titel – der Film wurde auf der Berlinale 2006 gezeigt) – auch als DVD erschienen